# Реджис, Сирилл
Сирилл Гилберт Реджис (англ. Cyrille Gilbert Regis; 9 февраля 1958 — 14 января 2018) — английский футболист, который выступал на позиции форварда. Профессиональная игровая карьера Реджиса длилась 19 лет, он провёл 614 матчей и забил 158 голов в национальных чемпионатах, большую часть за «Вест Бромвич Альбион» и «Ковентри Сити». Он также сыграл пять матчей за сборную Англии. В 1978 году Реджис стал лучшим молодым игроком года по версии ПФА. Обладатель кубка Англии 1987 года.

## Ранние годы
Сирилл Реджис родился 9 февраля 1958 года в Марипасуле, Французская Гвиана, он был средним из пяти детей (другие сёстры и братья — Нилла, Имберт, Дэвид и Денис). Отец, Роберт Реджис, был рабочим родом из Сент-Люсии, а мать, Матильда Реджис — швеёй. Роберт Реджис переехал в Великобританию в 1962 году и через год забрал туда семью. Первоначально семья жила в районе Портобелло-Роуд в Лондоне, а затем переехала в Стоунбридж. Младший брат Сирилла, Дэвид Реджис, также стал футболистом.
Будучи католиком, Реджис учился в начальной школе Кенсал Райз, а позже — в средней школе имени кардинала Хинсли в Харлсдене. В средней школе Реджис занимался лёгкой атлетикой, играл в крикет и футбол, его приглашали представлять футбольную команду мальчиков боро Брент. Его также приглашали на просмотр в «Челси», но он не смог воспользоваться этим шансом из-за травмы подколенного сухожилия. Реджис начал играть в воскресной футбольной лиге за «Райдер Брент Валли». Затем он перешёл в «Оксфорд энд Килберн Бойз», а затем снова вернулся в «Райдер».
После окончания школы Реджис выучился на электрика, а также получил диплом City&Guilds. До начала профессиональной футбольной карьеры он занимался торговлей.

## Клубная карьера

### Любительские клубы
В сезоне 1975/76 Реджис перешёл в клуб Афинской лиги (региональная футбольная лига Большого Лондона) «Молзи», за который забил около 25 голов. Затем ему поступило предложение перейти в «Борэм Вуд», но трансфер не состоялся, так как тренер «Молзи» Джон Салливан не захотел отпускать игрока, у которого был действующий контракт. Реджис позже решил, что ещё молод для профессионального контракта, и ушёл из «Молзи». 7 июля 1976 года он присоединился к полупрофессиональному «Хейзу» из Истмийской футбольной лиги.
Реджис забил 24 гола за «Хейз» в сезоне 1976/77, затем его заметил главный скаут «Вест Бромвич Альбион» Ронни Аллен, который рекомендовал клубу предложить ему контракт. Руководство «Вест Бромвича» не было уверено в целесообразности заплатить четырёхзначную сумму за такого молодого, ещё не зарекомендовавшего себя игрока. Аллену предложили самостоятельно оплатить первоначальный взнос, и он согласился, будучи уверенным, что Реджис проявит себя в элите английского футбола. Переход состоялся в мае 1977 года, начальная плата составила 5000 фунтов стерлингов плюс ещё столько же после 20 матчей.

### «Вест Бромвич Альбион»
Вскоре после перехода Реджиса в «Вест Бромвич» Аллен занял пост тренера команды, сменив Джонни Джайлза. Реджис забил гол в своём дебютном матче за резервную команду «Вест Бромвича» против резервистов «Шеффилд Уэнсдей» в Центральной лиге. 31 августа 1977 года он сыграл первый матч за основную команду в Кубке Футбольной лиги против «Ротерем Юнайтед», оформил дубль и помог команде победить со счётом 4:0. Три дня спустя Реджис дебютировал в чемпионате в матче с «Мидлсбро», который его команда выиграла со счётом 2:1. В этом матче он снова забил гол, пройдя с мячом от центра поля до штрафной площади. Дэвид Миллс из «Миддлсбро», который позже присоединился к Реджису в «Вест Бромвиче», назвал этот гол «голом чистого великолепия». В январе 1978 года Реджис забил в своём первом матче Кубка Англии и помог «Вест Бромвичу» обыграть «Блэкпул» со счётом 4:1.
Реджис сыгрался с двумя другими чернокожими игроками, Лори Каннингемом и Брендоном Батсоном. Их начали называть «Три степени» — отсылка на женское вокальное трио The Three Degrees. 30 декабря 1978 года «Вест Бромвич» на выезде со счётом 5:3 одержал победу над «Манчестер Юнайтед», Реджис установил окончательный счёт матча. Cменивший Аллена на посту главного тренера «Вест Бромвича» Рон Аткинсон считает эту победу квинтэссенцией игры клуба того периода. Реджис, сильный и быстрый классический центрфорвард, в 1978 году был признан лучшим молодым игроком года по версии ПФА. Позже, в сезоне 1981/82, он получил премию BBC «Гол сезона» — был отмечен его мощный дальний удар в игре Кубка Англии с «Норвич Сити».
В 1979 году Реджис сыграл в прощальном матче за «Вест Бромвич» Лена Кантелло: в этой встрече команда белых игроков играла против команды чёрных, и в итоге чернокожие победили со счётом 3:2.
На момент ухода из «Вест Бромвича» Реджис забил 112 голов в 297 матчах во всех соревнованиях, хотя ему так и не удалось завоевать ни одного престижного трофея. В 1978 году «Вест Бром» потерпел поражение от «Ипсвич Таун» в полуфинале Кубка Англии, четыре года спустя на этой же стадии турнира он уступил «Куинз Парк Рейнджерс». «Вест Бром» также проиграл полуфинал Кубка Лиги «Тоттенхэм Хотспур» в 1982 году. «Вест Бром» занял третье место в Первом дивизионе в 1979 году и четвёртое в 1981 году.

### «Ковентри Сити»
В 1984 году Реджис перешёл в «Ковентри Сити» за 250,000 фунтов и остался в этом клубе на семь сезонов. За это время он поиграл с такими футболистами, как Дэвид Беннетт, Дэвид Спиди, Кит Хоухен и Терри Гибсон, с двумя последними Роджис наладил атакующие связки. Он забил первый в истории команды победный гол в высшей лиге, где соперником «Ковентри» была «Астон Вилла» (2:1). В середине 1980-х годов клуб боролся за сохранение места в высшей лиге. Тем не менее, в 1985 году «Ковентри» со счётом 4:1 обыграл будущего чемпиона, «Эвертон». В сезоне 1986/87 клуб под руководством Джорджа Кертиса и Джона Силлетта финишировал в середине турнирной таблицы, став десятым. Команда начала грамотно использовать свои сильные стороны, часто играла через фланг Беннетта, а не через длинные передачи вперёд, как было при предыдущих тренерах. Для Реджиса этот сезон был лучшим со времени расцвета в «Вест Бромвиче», и он с 16 голами стал лучшим бомбардиром «Ковентри Сити».
Реджис вместе с Хоухеном внёс значительный вклад в победу команды в кубке Англии 1987 года. Он забил один из лучших своих голов за «Ковентри» в четвертьфинале в ворота «Шеффилд Уэнсдей», когда вместе с Дэвидом Беннеттом обошёл защиту и пробил мимо вратаря Мартина Ходжа. «Ковентри» выиграл со счётом 3:1. Кроме этого, Реджис отметился голом в домашнем матче третьего раунда против «Болтон Уондерерс» и забил головой «Тоттенхэму» в финале на «Уэмбли», но мяч не засчитали. В решающем матче «Ковентри» победил со счётом 3:2 после экстра-таймов.
В октябре 1987 года Реджис был в последний раз за карьеру приглашён в сборную Англии — на матч против Турции. После 1987 года его результативность снизилась, все нападающие «Ковентри» забивали примерно равное количество голов. Хотя в этот период Реджис забивал примерно вдвое меньше, чем в «Вест Бромвиче», он пользовался популярностью среди болельщиков. При этом Реджис остаётся четвёртым по результативности бомбардиром клуба за всю историю его пребывания в высшей лиге. Реджис был также первым игроком «Ковентри Сити», который забил победный гол «Ливерпулю» на выезде в ноябре 1989 года, этот гол стал единственным в матче. После ухода Джона Силлетта в ноябре 1990 года новый тренер Терри Бутчер начал перестройку команды в 1990—1991 годах, в итоге Реджис перешёл в «Астон Виллу». За «Ковентри Сити» он провёл 274 матча, в которых забил 62 гола, стал с клубом обладателем Кубка Англии, а его лучшим результатом в Кубке Лиги стал полуфинал в 1990 году, где «Ковентри Сити» уступила «Ноттингем Форест».

### «Астон Вилла»
После ухода из «Ковентри» в 1991 году Реджис в статусе свободного агента перешёл в «Астон Виллу», где снова играл под руководством своего бывшего тренера в «Вест Бромвиче» Рона Аткинсона. В нападении он сформировал связку с Даляном Аткинсоном. Он был одним из шести игроков «Виллы», которые дебютировали за клуб в день открытия сезона; в этом матче его команда со счётом 3:2 победила «Шеффилд Уэнсдей», а сам Реджис забил гол. Он завершил сезон с 11 голами, поделив титул лучшего бомбардира клуба с Дуайтом Йорком, но в сезоне 1992/93 его вытеснил из основного состава новичок команды Дин Сондерс. «Вилла» завершила первый розыгрыш Премьер-лиги на втором месте, уступив бывшему клубу Рона Аткинсона «Манчестер Юнайтед».

### «Вулверхэмптон Уондерерс»
В 1993 году Реджис перешёл в другой клуб Уэст-Мидлендса, «Вулверхэмптон Уондерерс», куда его пригласил тренер Грэм Тернер. Реджису пришлось конкурировать за место в основе со Стивом Буллом и Дэвидом Келли, в итоге Реджис всего восемь раз выходил на матч с первых минут. Он провёл в клубе только один сезон, за который сыграл 22 матча и забил два гола. Тернера заменил бывший тренер сборной Англии Грэм Тейлор, который начал перестройку команды, в итоге Реджис покинул клуб.

### Поздняя карьера
В августе 1994 года Реджис подписал контракт с «Уиком Уондерерс» из Второго дивизиона. Сформировав атакующий тандем с Саймоном Гарнером, он забил десять голов за сезон. После одного сезона в команде Реджис снова сменил клуб, на этот раз перейдя в «Честер Сити». Реджис был популярен среди болельщиков «Честера», однако в феврале 1996 года, в возрасте 38 лет, сыграл свой последний матч в карьере, в котором его команда со счётом 2:1 победила «Донкастер Роверс». Реджис объявил о своём уходе со спорта в октябре 1996 года, после того как не смог полностью восстановиться от травмы, полученной в последней игре за «Честер».

## Международная карьера
Имея двойное французское и британское гражданство, Реджис мог представлять как сборную Франции, так и Англии, но выбрал последнюю. 19 сентября 1978 года он сыграл первый матч за молодёжную сборную Англии, в котором его команда со счётом 2:1 на выезде победила молодёжную сборную Дании. 28 ноября 1978 года Реджис провёл дебютную игру за вторую сборную Англии против Чехословакии Б в Праге, его команда выиграла с минимальным счётом. Он сыграл в двух следующих матчах Англии Б в 1980 году. 5 июня 1979 года он провёл свой единственный матч отборочного этапа к молодёжному чемпионату Европы 1980 года и забил свой первый гол за сборную Англии в возрасте до 21 года, внеся вклад в победу со счётом 3:1 над болгарами. Эта победа помогла Англии дойти до финального этапа чемпионата Европы. На этом этапе Реджис играл в выездных матчах четвертьфинала, а затем и полуфинала, где англичане проиграли команде Восточной Германии. Всего он сыграл шесть матчей за молодёжную сборную Англии, забив три гола.
Хотя Реджис сыграл в пяти матчах за основную сборную Англии, он ни разу не оставался на поле на протяжении всей встречи: трижды он выходил на замену и дважды сам был заменён. Реджис дебютировал за команду 23 февраля 1982 года в матче Домашнего чемпионата Великобритании на «Уэмбли», в котором Англия со счётом 4:0 одержала победу над Северной Ирландией. Реджис вышел на замену Тревору Фрэнсису на 65-й минуте. Его последний матч на международной арене состоялся в 1987 году на «Уэмбли» против Турции, он закончился победой хозяев со счётом 8:0, Реджис вышел на поле на последние 20 минут.
Реджис стал третьим чернокожим игроком, который играл за сборную Англии, после Вива Андерсона и Лори Каннингема.

## Стиль игры
Реджис был быстрым и энергичным нападающим, хорошо умел завершать атаки и вскрывать любую защиту. Также он был силён в воздушной борьбе за мяч и забивал голы на любой вкус. В разное время Реджис успешно сыгрывался со своими партнёрами по нападению, но наибольшую известность получила его связка с Лори Каннингемом и Брендоном Батсоном (The Three Degrees). Реджис стал примером для многих других английских нападающих, в частности Эндрю Коула. Рон Аткинсон сказал, что считает Реджиса лучшим центрфорвардом, которого он когда-либо тренировал. Он также добавил, что в нынешних условиях Реджис мог бы сыграть не пять, а 60—70 матчей за сборную.

## Статистика

### Клубы
| Сезон                    | Клуб                     | Лига                     | Матчи     | Голы      | Матчи | Голы  | Матчи      | Голы       | Матчи     | Голы      | Матчи | Голы  |
| Англия                   | Англия                   | Англия                   | Чемпионат | Чемпионат | Кубок | Кубок | Кубок Лиги | Кубок Лиги | Еврокубки | Еврокубки | Итого | Итого |
| ------------------------ | ------------------------ | ------------------------ | --------- | --------- | ----- | ----- | ---------- | ---------- | --------- | --------- | ----- | ----- |
| 1977/78                  | Вест Бромвич Альбион     | Первый дивизион          | 34        | 10        | ?     | ?     | ?          | ?          | 0         | 0         | ?     | ?     |
| 1978/79                  | Вест Бромвич Альбион     | Первый дивизион          | 39        | 13        | 6     | 1     | 3          | 0          | 8         | 4         | 56    | 18    |
| 1979/80                  | Вест Бромвич Альбион     | Первый дивизион          | 26        | 8         | ?     | ?     | ?          | ?          | 0         | 0         | ?     | ?     |
| 1980/81                  | Вест Бромвич Альбион     | Первый дивизион          | 38        | 14        | ?     | ?     | ?          | ?          | 0         | 0         | ?     | ?     |
| 1981/82                  | Вест Бромвич Альбион     | Первый дивизион          | 37        | 17        | ?     | ?     | ?          | ?          | 2         | 0         | ?     | ?     |
| 1982/83                  | Вест Бромвич Альбион     | Первый дивизион          | 26        | 9         | ?     | ?     | ?          | ?          | 0         | 0         | ?     | ?     |
| 1983/84                  | Вест Бромвич Альбион     | Первый дивизион          | 34        | 10        | ?     | ?     | ?          | ?          | 0         | 0         | ?     | ?     |
| 1984/85                  | Вест Бромвич Альбион     | Первый дивизион          | 7         | 0         | ?     | ?     | ?          | ?          | 0         | 0         | ?     | ?     |
| Всего за «Вест Бромвич»  | Всего за «Вест Бромвич»  | Всего за «Вест Бромвич»  | 241       | 81        | 25    | 10    | 27         | 16         | 10        | 4         | 303   | 112   |
| 1984/85                  | Ковентри Сити            | Первый дивизион          | 31        | 5         | 1     | 0     | 0          | 0          | 0         | 0         | 32    | 5     |
| 1985/86                  | Ковентри Сити            | Первый дивизион          | 34        | 5         | 1     | 0     | 2          | 5          | 0         | 0         | 37    | 10    |
| 1986/87                  | Ковентри Сити            | Первый дивизион          | 40        | 12        | 6     | 2     | 5          | 2          | 0         | 0         | 51    | 16    |
| 1987/88                  | Ковентри Сити            | Первый дивизион          | 31        | 10        | 2     | 1     | 2          | 1          | 0         | 0         | 35    | 12    |
| 1988/89                  | Ковентри Сити            | Первый дивизион          | 34        | 7         | 1     | 0     | 3          | 0          | 0         | 0         | 38    | 7     |
| 1989/90                  | Ковентри Сити            | Первый дивизион          | 34        | 4         | 1     | 0     | 7          | 1          | 0         | 0         | 42    | 5     |
| 1990/91                  | Ковентри Сити            | Первый дивизион          | 34        | 4         | 4     | 0     | 5          | 3          | 0         | 0         | 43    | 7     |
| Всего за «Ковентри Сити» | Всего за «Ковентри Сити» | Всего за «Ковентри Сити» | 238       | 47        | 16    | 3     | 24         | 12         | 0         | 0         | 278   | 62    |
| 1991/92                  | Астон Вилла              | Первый дивизион          | 39        | 11        | 5     | 0     | 2          | 0          | 0         | 0         | 46    | 11    |
| 1992/93                  | Астон Вилла              | Премьер-лига             | 13        | 1         | 2     | 0     | 2          | 0          | 0         | 0         | 17    | 1     |
| Всего за «Астон Виллу»   | Всего за «Астон Виллу»   | Всего за «Астон Виллу»   | 52        | 12        | 7     | 0     | 4          | 0          | 0         | 0         | 63    | 12    |
| 1993/94                  | Вулверхэмптон Уондерерс  | Первый дивизион          | 19        | 2         | 3     | 0     | 0          | 0          | 1         | 0         | 23    | 2     |
| 1994/95                  | Уиком Уондерерс          | Второй дивизион          | 35        | 9         | 1     | 0     | 2          | 1          | 0         | 0         | 38    | 10    |
| 1995/96                  | Честер Сити              | Третий дивизион          | 29        | 7         | 0     | 0     | 3          | 0          | 0         | 0         | 32    | 7     |
| Всего за карьеру         | Всего за карьеру         | Всего за карьеру         | 614       | 158       | 52    | 13    | 60         | 29         | 11        | 4         | 737   | 204   |

### Сборные
| 1 | 19 сентября 1978 | Видовре, Дания          | Дания (мол.)     | 2:1 | Отбор на МЧЕ 1980   |     |
| 2 | 5 июня 1979      | Перник, Болгария        | Болгария (мол.)  | 3:1 | Отбор на МЧЕ 1980   | 12′ |
| 3 | 9 июня 1979      | Вестерос, Швеция        | Швеция (мол.)    | 1:0 | Товарищеский матч   | 72′ |
| 4 | 4 марта 1980     | Абердин, Великобритания | Шотландия (мол.) | 0:0 | 1/4 финала МЧЕ 1980 |     |
| 5 | 23 апреля 1980   | Йена, ГДР               | ГДР (мол.)       | 0:1 | 1/2 финала МЧЕ 1980 |     |
| 6 | 21 сентября 1982 | Видовре, Дания          | Дания (мол.)     | 4:1 | Отбор на МЧЕ 1984   | 33′ |

| 1 | 28 ноября 1978  | Прага, Чехословакия       | Чехословакия Б | 1:0 | Товарищеский матч |  |
| 2 | 14 октября 1980 | Манчестер, Великобритания | США            | 1:0 | Товарищеский матч |  |
| 3 | 17 ноября 1980  | Бирмингем, Великобритания | Австралия      | 1:0 | Товарищеский матч |  |

| 1 | 23 февраля 1982 | Лондон, Великобритания  | Северная Ирландия | 4:0 | Домашний чемпионат Великобритании 1982 | 65' |
| 2 | 27 апреля 1982  | Кардифф, Великобритания | Уэльс             | 1:0 | Домашний чемпионат Великобритании 1982 | 80' |
| 3 | 2 июня 1982     | Рейкьявик, Исландия     | Исландия          | 1:1 | Товарищеский матч                      | 40' |
| 4 | 13 октября 1982 | Лондон, Великобритания  | ФРГ               | 1:2 | Товарищеский матч                      | 81' |
| 5 | 14 октября 1987 | Лондон, Великобритания  | Турция            | 8:0 | Отбор на ЧЕ 1988                       | 71' |

## Достижения
- Молодой игрок года по версии ПФА: 1978
- Обладатель кубка Англии: 1987
- Серебряный призёр Премьер-лиги: 1992/93

Источник: Matthews, Tony. Smokin' Joe: Cyrille Regis – 25 Years in Football (англ.). — Britespot, 2002. — ISBN 1-904103-09-X.

## Вне поля

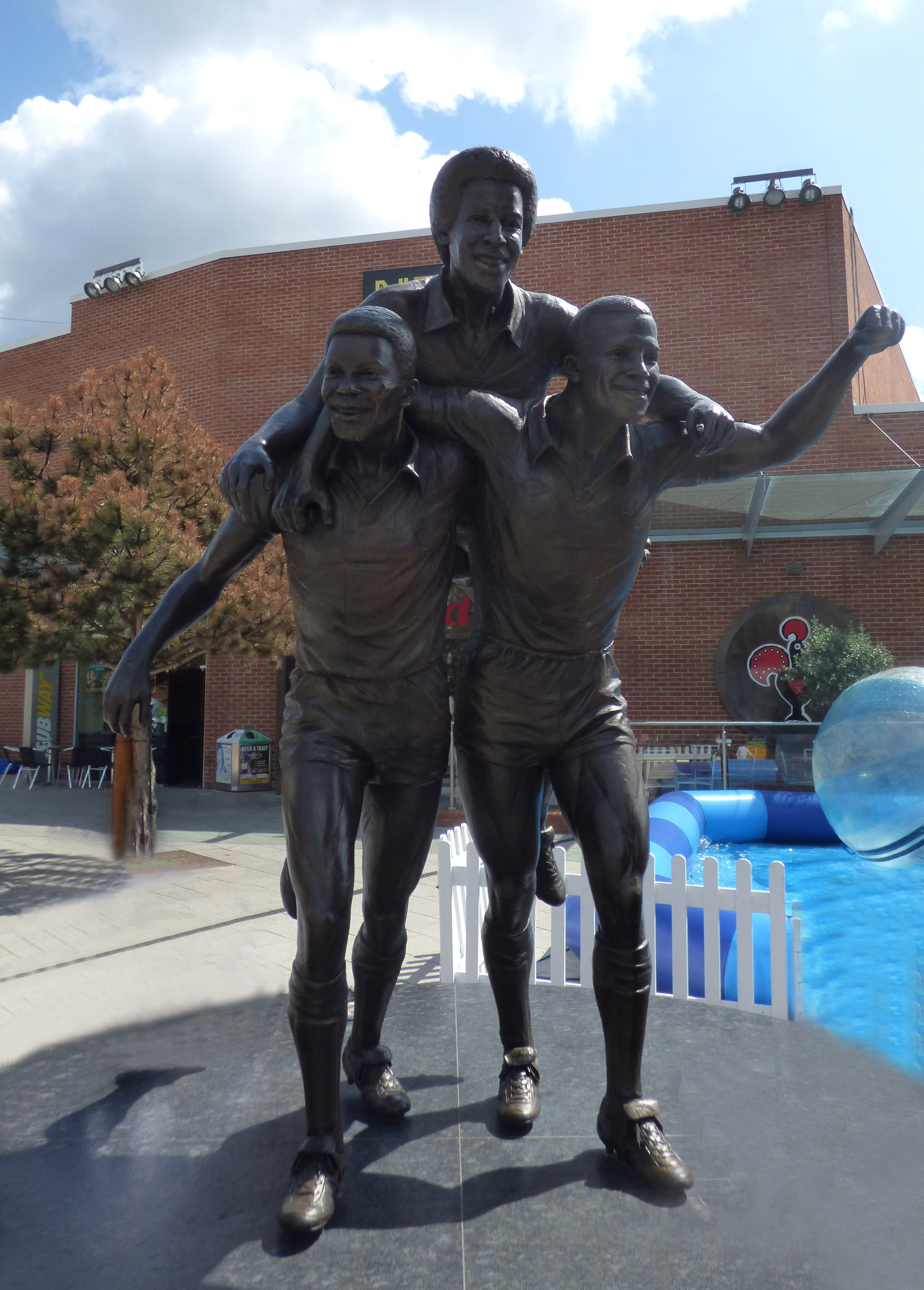
Статуя «Три степени»: С. Реджис (справа), Л. Каннингем и Б. Батсон

Двоюродный брат Сирилла, Джон Реджис — бывший английский легкоатлет, призёр Олимпийских игр в Сеуле и Барселоне. Племянник, Джейсон Робертс, также был футболистом, представлял сборную Гренады, Сирилл работал его агентом.
Реджис женился в первый раз в июне 1983 года на Беверли Макдональд. Пара развелась после того, как Реджис начал приходить домой с номерами телефонов других женщин в карманах. Вторую жену футболиста звали Джулия.
Реджис стал евангельским христианином после того, как в 1989 году в автокатастрофе погиб его друг и бывший товарищ по команде Лори Каннингем. Он и Каннингем уже попадали в подобное ДТП два года назад. После ухода из спорта Реджис пробовал силы в различных тренерских должностях, в том числе дважды (в 1999 и 2000 годах) был исполняющим обязанности тренера «Вест Бромвича». Затем он стал аккредитованным футбольным агентом Stellar Group.
В 2001 году Реджис был награждён почётной стипендией Вулвергемптонского университета. В 2004 году по итогам опроса BBC Sport Реджис был признан «культовым героем» всех времён «Вест Бромвич Альбион», набрав 65 % голосов. В том же году он был назван одним из 16 величайших игроков «Вест Бромвича» в ходе опроса, организованного в рамках празднования 125-летия клуба.
Реджис регулярно попадает также в список лучших игроков в истории «Ковентри Сити». В сезоне 2007/08 на «Рико Арене» был воздвигнут Зал славы «Ковентри Сити», в котором представлены портреты 30 лучших игроков за всю историю клуба; в их число вошёл и Сирилл Реджис.
В 2007 году Реджис и его жена Джулия посетили Эфиопию, будучи постоянными волонтёрами организации по борьбе с нехваткой питьевой воды WaterAid. Реджис стал кавалером ордена Британской империи в честь Дня рождения королевы в 2008 году.

## Смерть
О смерти Реджиса было объявлено 15 января 2018 года. Эта смерть стала результатом сердечного приступа, который футболист перенёс в воскресенье ночью. В 59 лет он оставил вдовой свою вторую жену Джулию. После него остались также двое детей от второго брака (Роберт и Мишель) и трое внуков (Джайда, Рене и Райли).